# Шипування
Шипування дерев — один з масових напрямків екотажу, яке полягає в забиванні цвяхів розміром 15 см в дерева з метою поломки бензопилок, що захищає дерева від спилювання, і приведення деревини в непридатність для її використання в  деревообробній промисловості. Шипування доріг передбачає забивання в них гострих штирів, які проколюють автомобільні шини. З метою інформування рубачів лісу і власників автомобілів про зашипування дерев або на ділянках зашипованих доріг ставляться спеціальні попереджувальні знаки.
Шипування доріг і дерев було взято до арсеналу природоохоронних організацій з 1985 р., коли лідером американської радикальної природоохоронної організації «Земля понад усе!» Дейвом Форменом і його колегою Біллом Хейвудом було опубліковано книгу «Екотаж», яка потім витримала десятки видань у багатьох країнах світу.

## Шипування дерев і доріг в Україні
В Україні шипування дерев стало активно застосовуватися з початку 2000-х років у зв'язку з масовою та незаконною забудовою міських скверів і парків, а також захисту лісів від браконьєрів. Шиповання застосовувалося захисниками парку ім. Горького в  Харкові, а також Чернечого лісу, Лисої гори і дерев у Гідропарку в  Києві. Шипування доріг як міра проти незаконного заїзду транспорту застосовується в  Ялтинському гірсько-лісовому заповіднику,  Канівському заповіднику, а також при боротьбі з мисливським браконьєрством.

## Екологічні моменти шипування дерев
Забивання цвяхів у стовбури дерев не завдає їм шкоди. Тим більше, що завдяки шипуванню дерево захищається від вирубки. Багато хто говорить, що шипувати не можна, оскільки вбитий у дерево цвях може занести хвороботворні бактерії і спори грибів. Проте всі забувають, що птахами і іншими тваринами нерідко травмуються дерева, навіть вітром інколи ламаються гілки. І дерева не гинуть… Травми, отримані деревом від цього, не можна порівняти з тими, що заподіює цвях. У садах навесні проводиться обрізка гілок, інколи навіть проводять омолодження дерев. Під «омолодженням» розуміють обрізання усіх пагонів крім одного, після чого він розвивається в «нове», молоде дерево. У містах проводять масові кронування тополь, верб та інших дерев. І навіть такі заходи не призводять до загибелі дерева. Пошкодження від цвяха мізерне. Крім того, деякі садівники використовують цвяхи для підвищення врожайності дерев. Вони переконані, що десяток цвяхів в стовбурі — найкращий спосіб збільшити розміри і кількість плодів на дереві.

## Юридичні моменти шипування дерев
Шипування дерев не є псуванням дерева і тому не потрапляє під дії  Лісового кодексу України або  Кодексу України про адміністративні правопорушення.